# Insediamenti francesi in India

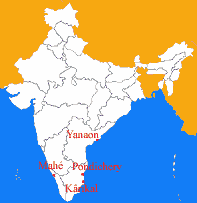
Gli Insediamenti Francesi in India (Chandernagor non è segnata)

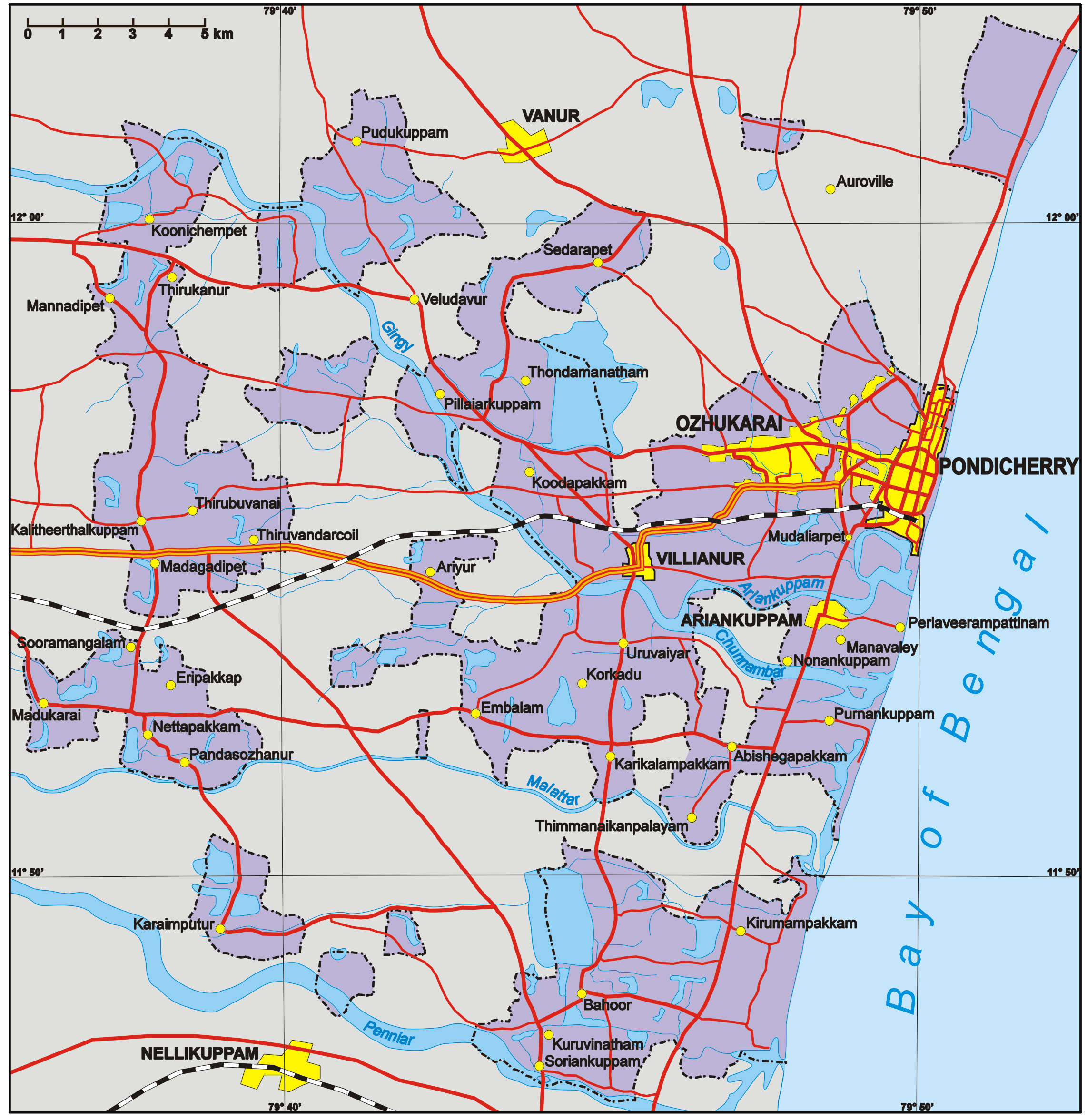
Un esempio di estrema frammentazione territoriale: l'insediamento di Pondichéry

Gli Insediamenti francesi in India (in francese: Établissements français de l'Inde) furono l'insieme dei territori e avamposti commerciali mantenuti dalla Francia nel subcontinente indiano fino alla metà del XX secolo.

## Storia
L'India Francese era composta dalle città di Pondichéry (acquisita nel 1674), Chandernagor (1673), Yanaon (1723), Mahé (1721) e Karikal (1738). Tutti questi insediamenti costituivano delle enclaves nel territorio dell'India britannica, e distavano uno dall'altro anche parecchie centinaia di chilometri. Unici tratti comuni di questi insediamenti erano lo sbocco al mare (salvo per Chandernagor) e l'esigua estensione territoriale.
Fino alla guerra dei sette anni l'India francese rivaleggiò con quella britannica nel dominio (anche se per lo più indiretto) del subcontinente indiano, ed anche durante la guerra d'indipendenza americana le colonie francesi riuscirono a mettere in difficoltà il monopolio britannico de facto sull'India (le colonie danesi ed olandesi erano ormai marginali). Fu però solo con le guerre della rivoluzione francese e quelle napoleoniche che l'India francese si ridusse ad una concessione britannica, restituita in sede di trattative dopo la fine del conflitto.
Nell'età moderna il dominio francese sull'India era stato per lo più indiretto, con poche fortezze e città (tra cui quelle restituite nel 1815 e mantenute fino al '900) in possesso diretto della Francia e molti trattati di alleanza militare e commerciale con vari regni e potentati indiani. Fa parziale eccezione il periodo 1741-1754, in cui attorno a Yanam, Pondicherry e Kamikal (nell'India occidentale) furono costruite due grosse teste di ponte governate dai Francesi e di dimensioni paragonabili o superiori a quelle che erano in possesso, in quegli anni, degli Inglesi. Le altre colonie francesi, anche in quel periodo, rimasero punti d'appoggio (in genere fortificati) lungo la costa o lungo i principali fiumi.
I francesi inviarono numerosi consiglieri militari e ufficiali istruttori presso i loro alleati ed utilizzarono dunque gli eserciti indiani per fare la guerra agli inglesi. Questi, pur non disdegnando le alleanze, si dedicarono invece a costruire tre grosse enclave britanniche (Madras, Bombey e soprattutto Calcutta e Bengala), reclutando eserciti di indiani (chiamati sepoy) addestrati ed armati all'europea, con i quali sconfissero, dopo alterne vicende, indiani e francesi.
Di conseguenza nel 1816, quando le colonie indiane ritornarono in possesso della Francia, i loro tradizionali alleati ed amici nel sub continente erano stati sconfitti o conquistati dai britannici, e il dominio francese divenne residuale ed economicamente poco importante nel complesso dell'impero coloniale francese. Vestigia che non potevano più ostacolare la piena conquista del subcontinente da parte del Raj britannico.
L'indipendenza dell'India nell'agosto del 1947 diede impulso al processo di unione degli insediamenti francesi con l'ex India Britannica. Un accordo tra la Francia e l'India stabilì che le popolazioni degli insediamenti rimanenti si sarebbero dovute esprimere sul loro futuro mediante un referendum. A quel tempo, gli Insediamenti Francesi in India contavano 362.000 abitanti, suddivisi su una superficie di appena 509 km².
Il 2 maggio 1950, in seguito a delle rivolte ed al referendum, Chandernagor fu ceduta all'India ed il 2 ottobre 1954 fu annessa allo Stato del Bengala Occidentale. Gli altri quattro territori entrarono invece de facto a far parte dell'India il 1º novembre 1954, situazione ufficializzata per mezzo del trattato di cessione del 28 maggio 1956, che fu però ratificato dal Parlamento francese solamente nel 1962. Gli ex territori dell'India Francese (esclusa Chandernagor) sono poi stati raggruppati nell'attuale Territorio di Pondicherry.
| Colonia      | cessione de facto | trattato di cessione | cessione de iure | fusione        |
| ------------ | ----------------- | -------------------- | ---------------- | -------------- |
| Chandernagor | 2 maggio 1950     | 28 febbraio 1951     | 9 giugno 1952    | 2 ottobre 1954 |
| Pondichéry   | 1º novembre 1954  | 28 maggio 1956       | 16 agosto 1962   | 16 agosto 1962 |
| Karikal      | 1º novembre 1954  | 28 maggio 1956       | 16 agosto 1962   | 16 agosto 1962 |
| Mahé         | 1º novembre 1954  | 28 maggio 1956       | 16 agosto 1962   | 16 agosto 1962 |
| Yanaon       | 1º novembre 1954  | 28 maggio 1956       | 16 agosto 1962   | 16 agosto 1962 |